# Annalisa Caragnano
Annalisa Caragnano, nacida el 21 de agosto de 1969 en Sesto San Giovanni, es una botánica, algóloga, profesora, taxónoma, conservadora y exploradora italiana.

## Carrera
En 2015, realiza estudios posdoctorales en el Instituto de Investigación para el Desarrollo, en Numea, Nueva Caledonia. En 2013, obtuvo el doctorado, por la Universidad de Milán-Bicocca en Ciencias de la Tierra, defendiendo la tesis Lithophyllum spp. como proxy de la variabilidad del clima en el noroeste del océano Índico. Y en 2005, por la misma casa de altos estudios, un M.Sc.
Desarrolla actividades académicas y científicas en el Departamento de Biología Instituto de Investigación para el Desarrollo, Marsella, Francia, con énfasis en geoquímica, biogeografía, y paleoclimatología.

## Algunas publicaciones
- daniela Basso, annalisa Caragnano, line Le Gal, graziella Rodondi. 2015. The genus Lithophyllum in the north-western Indian Ocean, with description of L. yemenense sp. nov., L. socotraense sp. nov., L. subplicatum comb. et stat. nov., and the resumed L. affine, L. kaiseri, and L. subreduncum (Rhodophyta, Corallinales). Phythotaxa 208 (3): resumen

- michael l. Berumen, roberto Arrigoni, zarinah Waheed, jessica Bouwmeester, annalisa Caragnano, fabrizio Stefani, f. Benzoni, isotta Tullia. 2014a. Pachyseris inattesa sp. n. (Cnidaria, Anthozoa, Scleractinia): a new reef coral species from the Red Sea and its phylogenetic relationships. ZooKeys 433: 1 - 30. DOI: 10.3897/zookeys.433.8036

- r. Arrigoni, m.l. Berumen, t.i. Terraneo, annalisa Caragnano, j. Bouwmeester, f. Benzoni. 2014b. Forgotten in the taxonomic literature: resurrection of the scleractinian coral genus Sclerophyllia (Scleractinia, Lobophyliidae) from the Arabian Peninsula and its phylogenetic relationships. Systematics & Biodiversity 13 (2): 140 - 163, resumen

- daniela Basso, annalisa Caragnano, g. Rodondi. 2014c. Trichocytes in Lithophyllum kotschyanum and Lithophyllum spp. (Corallinales, Rhodophyta) from the NW Indian Ocean. J. of Phycology 50: 711 – 717. doi: 10.1111/jpy.12197 resumen

- francesca Benzoni, daniela Basso, annalisa Caragnano, graziella Rodondi. 2011. Hydrolithon spp. (Rhodophyta, Corallinales) overgrow live corals (Cnidaria, Scleractinia) in Yemen. Marine Biology 158 (11): 2419 - 2428
- La abreviatura «Caragnano» se emplea para indicar a Annalisa Caragnano como autoridad en la descripción y clasificación científica de los vegetales.[6]